# Ismail Serageldin
Ismail Serageldin (arab. إسماعيل سراج الدين, ur. 1944 w Gizie) – egipski naukowiec i polityk, dyrektor Bibliotheca Alexandrina, senator.
Serageldin wychował się w Kairze, gdzie w 1964 roku ukończył studia na Uniwersytecie Kairskim. W 1972 roku obronił doktorat z planowania na Harvard University i rozpoczął pracę w Banku Światowym, która trwała kilkadziesiąt lat. Do kraju wrócił z Waszyngtonu, gdy pojawiła się możliwość zaangażowania w projekt budowy nowej biblioteki. Jest jednym z czołowych intelektualistów Egiptu, wzywających do tolerancji religijnej, potępienia terroryzmu i nawołujących do racjonalizmu i rozwoju demokratycznego społeczeństwa.

## Odznaczenia
- Medal za Zasługi dla Republiki Macedonii (2019)[1]